# Мисс Менд
«Мисс Менд» — немой художественный фильм режиссёров Фёдора Оцепа и Бориса Барнета, снятый на студии Межрабпом-Русь по агитационно-приключенческим повестям Мариэтты Шагинян «Месс-менд, или Янки в Петрограде» и «Лори Лэн, металлист» в 1926 году. Сюжет фильма и действующие лица далеки от оригинала. «Мисс Менд» был одним из самых кассовых фильмов 1920-х годов.

## Сюжет
Вивиан Менд (Наталия Глан) с помощью своих друзей выходит на след крупной аферы, затеянной политическим авантюристом Чиче (Сергей Комаров). Он организовал покушение на жизнь миллионера Говарда Сторна, обвинив в причастности к его смерти большевиков, стоящих у власти в Советской России.
По завещанию, подменённому Чиче с ведома вдовы покойного, все деньги, минуя сына Говарда — Артура, переходят на счёт антибольшевистской организации под руководством Чиче. Артур, уверенный в ответственности русских коммунистов в смерти своего отца, горячо поддержал финансирование террористических актов (бактериологическим оружием), запланированных Чиче на территории России.
Формально завещание Сторна может быть опротестовано. У него есть внебрачный ребёнок — Джон, сын родной сестры Вивиан, о существовании которого пока не знает Артур. Ребёнка похитили люди Чиче, но вынуждены отпустить по требованию Артура, за помощью к которому обратилась Вивиан, принимая его за техника Джонсона, чьё имя он назвал при знакомстве.
В Россию едет инженер Берг. Друзьям становится известно о планах Чиче ликвидировать его и отправить в поездку загримированного под Берга Артура, заменив багаж инженера своими ящиками со смертоносными ампулами.
Вивьен приезжает за Джоном в полицейский участок, но мальчик умирает, откусив отравленное яблоко, которое дал ему с собой, перед тем как отпустить, злодей Чиче. В кармане детской курточки полиция обнаружила визитную карточку Артура Сторна, и Вивьен убеждена, что именно он виновен в смерти своего брата.
Чиче и Артур сели на пароход, идущий в Ленинград. Накануне прибытия в порт назначения они убивают Берга и, следуя заранее разработанному плану, на его месте появляется загримированный Сторн. По следу преступников идут Вивьен с друзьями, но в Ленинграде их нейтрализует Чиче и препровождает в арендованный им особняк на окраине города.
Вивьен продолжает принимать Артура за техника Джонсона и невольно раскрывает своё участие в деле поимки маниакального безумца. Барнет узнаёт в Джонсоне Артура Сторна, и Вивьен остаётся только сожалеть о допущенной оплошности.
Фогелю удаётся оповестить о готовящейся акции сотрудников милиции. Артур узнаёт от своей мачехи о той роли, которую сыграл в деле смерти его отца Чиче, и кончает с собой. После перестрелки и головокружительной погони погибает и главарь бандитов, пытаясь уйти через шахту действующего лифта.

## В ролях
- Наталия Глан — Вивиан Менд, машинистка
- Борис Барнет — репортёр Барнет, чемпион газетных сенсаций
- Владимир Фогель — Фогель, фотограф-моменталист
- Игорь Ильинский — клерк Том Гопкинс
- Иван Коваль-Самборский — Артур Сторн
- Сергей Комаров — Чиче
- Пётр Репнин — бандит
- Наталья Розенель — Элизабет Сторн
- Владимир Уральский — полисмен
- Дмитрий Капка — пассажир
- Михаил Жаров — унылый половой
- Михаил Розен-Санин — эпизод
- Татьяна Мухина — беспризорник Колька
- Анель Судакевич — стенографистка
- Сергей Гец — Джон, племянник Вивиан
- Ирина Володко — эпизод
- П. Полторацкий — эпизод

## Съёмочная группа
- Режиссёры-постановщики и авторы сценария: Фёдор Оцеп, Борис Барнет
- Оператор-постановщик: Евгений Алексеев
- Художник-постановщик: Владимир Егоров
- Помощник режиссёра: Л. Туманов